# Wendy Speake
Wendy Speake (* vor 1998) ist eine Schauspielerin.

## Leben
Speake spielte in dem 1999 erschienenen Film Freshmen die Dana, in The Dead Hate the Living! aus dem Jahr 2000 die Shelly Poe und in Catching Heaven’s Horse von 2002 die Kathy Binder. Sie hatte auch einige wenige Auftritte in Fernsehserien, zu denen USA High (1998) und Malibu, CA (1999) gehören.

## Filmografie
- 1998: USA High (Fernsehserie, eine Folge)
- 1998: Thursday Afternoon (Kurzfilm)
- 1999: Melrose Place (Fernsehserie, eine Folge)
- 1999: Malibu, CA (Fernsehserie, eine Folge)
- 1999: Freshmen
- 2000: The Dead Hate the Living!
- 2001: Highway to Hell – 18 Räder aus Stahl (18 Wheels of Justice, Fernsehserie, eine Folge)
- 2001: Roswell (Fernsehserie, eine Folge)
- 2001: JAG – Im Auftrag der Ehre (JAG, Fernsehserie, eine Folge)
- 2001: Star Trek: Raumschiff Voyager (Star Trek: Voyager, Fernsehserie, eine Folge)
- 2002: Catching Heaven’s Horse